# Wise (Virgínia)
Wise és una població dels Estats Units a l'estat de Virgínia. Segons el cens del 2000 tenia 3.255 habitants.

## Demografia
Segons el cens del 2000, Wise tenia 3.255 habitants, 1.424 habitatges, i 868 famílies. La densitat de població era de 409,4 habitants per km².
Dels 1.424 habitatges en un 26,3% hi vivien nens de menys de 18 anys, en un 47% hi vivien parelles casades, en un 10,3% dones solteres, i en un 39% no eren unitats familiars. En el 34,6% dels habitatges hi vivien persones soles el 14% de les quals corresponia a persones de 65 anys o més que vivien soles. El nombre mitjà de persones vivint en cada habitatge era de 2,17 i el nombre mitjà de persones que vivien en cada família era de 2,79.
Per edats la població es repartia de la següent manera: un 19,7% tenia menys de 18 anys, un 11,3% entre 18 i 24, un 30,7% entre 25 i 44, un 23,4% de 45 a 60 i un 15% 65 anys o més.
L'edat mediana era de 38 anys. Per cada 100 dones de 18 o més anys hi havia 99,7 homes.
La renda mediana per habitatge era de 28.531$ i la renda mediana per família de 36.875$. Els homes tenien una renda mediana de 30.170$ mentre que les dones 21.389$. La renda per capita de la població era de 18.760$. Entorn del 12,6% de les famílies i el 15,6% de la població estaven per davall del llindar de pobresa.

## Personatges il·lustres
- George C. Scott (1927 - 1999), actor

## Poblacions properes
El següent diagrama mostra les poblacions més properes.